# Melbourne Zoo

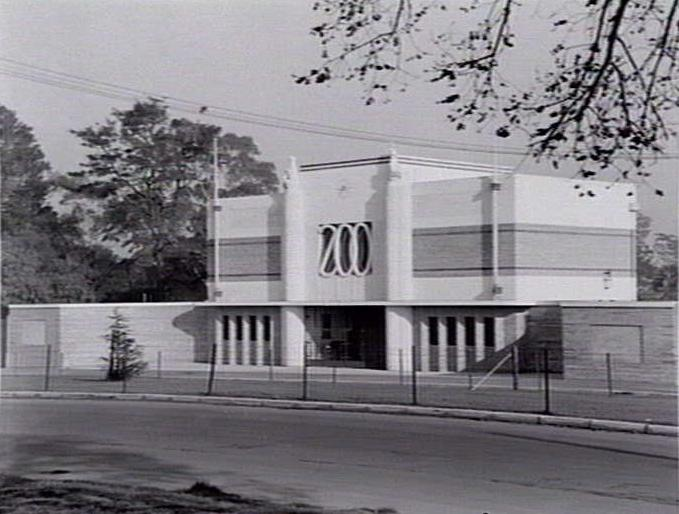
Wejście do zoo (1940)

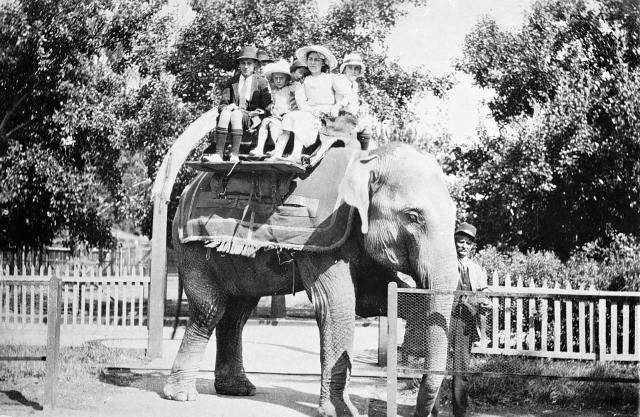
Słoń Queenie

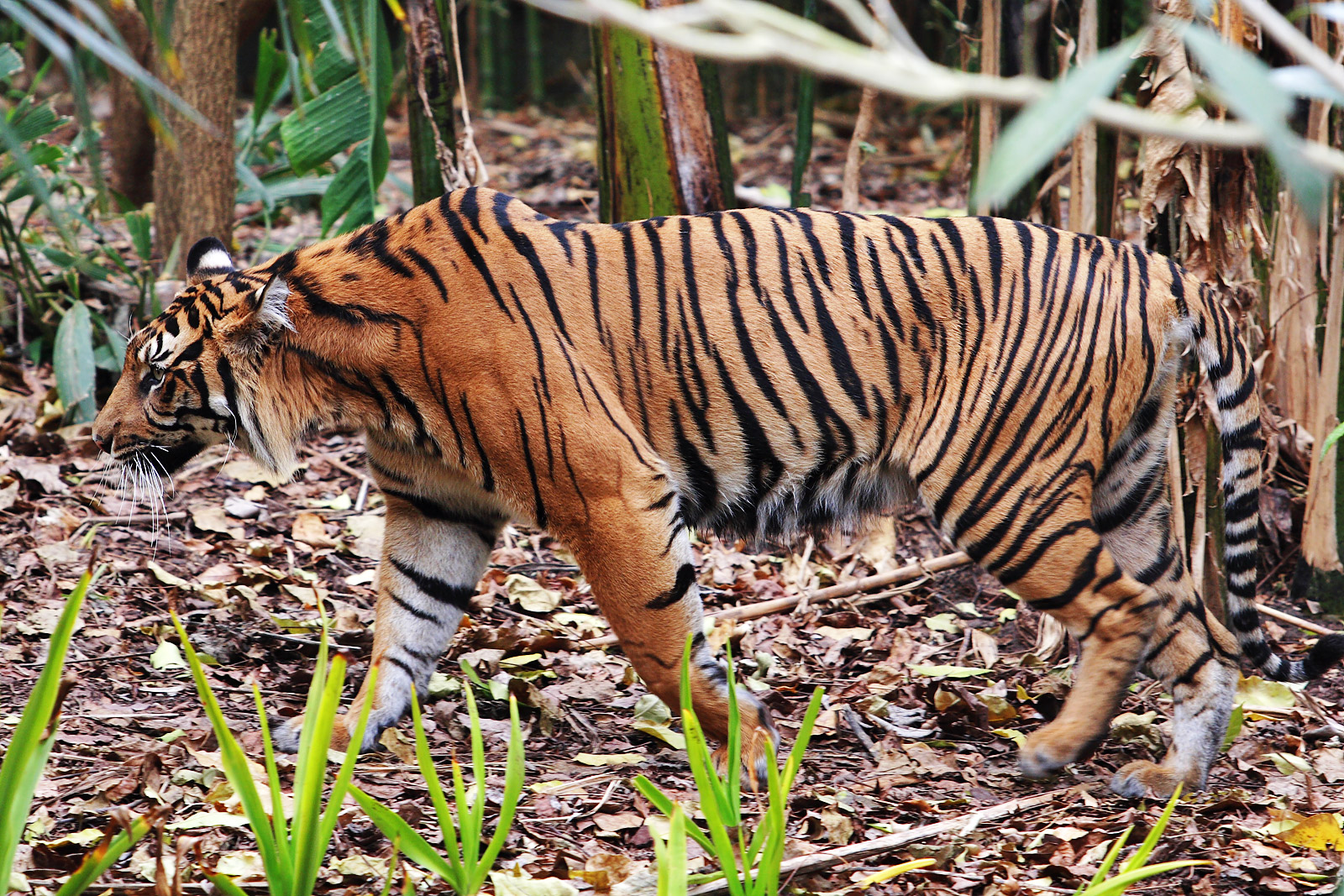
Tygrys sumatrzański w Melbourne Zoo

The Royal Melbourne Zoological Gardens (pol. Królewski Ogród Zoologiczny w Melbourne), powszechnie znany jako Melbourne Zoo – najstarszy ogród zoologiczny w Australii, zlokalizowany 4 km na północ od centrum Melbourne.
Ogród zoologiczny w Melbourne wzorowany był na londyńskim zoo. Zoo zostało otwarte w 1862 w Royal Park na powierzchni 22 ha. Wcześniej zwierzęta trzymane były w ogrodach botanicznych w Melbourne. W 1870, gdy sekretarzem ogrodu został Albert Alexander Cochrane Le Souef, pojawiły się pierwsze egzotyczne zwierzęta. Obecnie w zoo mieszkają zwierzęta należące do 460 gatunków.
Jednym z najbardziej znanych zwierząt zoo był słoń Queenie, wykorzystywany do przejażdżek dla dzieci do lat 40. XX wieku.
19 stycznia 2008 gazeta The Age opublikowała zarzuty stosowania okrucieństwa wobec zwierząt. Dyrektor zoo Matt Vincent stwierdził, że nie dochodziło do żadnych tego typu sytuacji.